# Industria automotriz en Argentina
La industria automotriz en Argentina es la tercera más grande de América Latina, impulsando el 3% del PIB de Argentina, el 10% de la producción industrial y el 10% de las exportaciones en 2023.  Con una docena de multinacionales globales  y más de 200 empresas de autopartes  operando en el país, el sector automotriz argentino es una industria sofisticada y tecnológicamente avanzada. Los fabricantes de automóviles dependen de Argentina como centro de producción regional para América Latina y exportan más de USD $8 mil millones anuales  en vehículos de pasajeros, vehículos comerciales livianos y pesados, camiones, motocicletas y repuestos, principalmente a Brasil, Chile, Colombia, Perú y América Central.  Dada la popularidad de los camiones livianos entre los consumidores argentinos, Argentina es el cuarto mayor productor mundial de camionetas pickup ;  Las principales marcas de camionetas pickup producidas en Argentina incluyen Toyota Hilux, Ford Ranger, Nissan Frontier y Volkswagen Amarok .
Los fabricantes de vehículos de motor y de autopartes son empleadores importantes en un país que ha luchado por crear empleo registrado en el sector privado. En 2023, más de 25.000 argentinos estaban empleados por fabricantes de vehículos automotores  y otros 48.000 estaban empleados por empresas de autopartes. 
Dos importantes asociaciones industriales representan a los fabricantes automotrices argentinos. La Asociación de Fábricas de Automotores (ADEFA) fue fundada en 1961 para representar a los fabricantes de vehículos de motor  y es miembro de la Asociación Internacional de Fabricantes de Automóviles ( OICA ) con sede en París . Los fabricantes de autopartes están representados por la Asociación de Fábricas Argentinas de Componentes (AFAC), fundada en 1939. 
Además de los fabricantes de automóviles multinacionales, en el país operan varios fabricantes de automóviles de propiedad argentina, entre ellos Materfer,  TAAT SA,  Helvetica,  Crespi y PurSang,  principalmente como productores de réplicas de automóviles clásicos.

## Historia

### Industria temprana
El ensamblaje de vehículos automotores en Argentina comenzó a principios del siglo XX cuando el empresario local Horacio Anasagasti operó un taller entre 1906 y 1911 que producía vehículos personalizados utilizando piezas europeas importadas.  Una industria a escala comercial se inició en 1913 con la apertura de una planta de Ford en el barrio de Barracas de Buenos Aires que ensamblaba kits desmontables importados. En 1920, las operaciones de Ford en Argentina habían crecido a 1.500 empleados debido a la creciente demanda de automóviles en América del Sur.  General Motors siguió con una operación de ensamblaje en 1925. En 1930, Argentina se posicionó como el segundo mercado extranjero más grande después de Canadá para la industria automotriz estadounidense. La tasa de propiedad de automóviles en Argentina en 1930 (un vehículo cada 27,6 habitantes) era mayor que en Francia (un vehículo cada 27,1 habitantes), el Reino Unido (un vehículo cada 29,5 habitantes) y Dinamarca (un vehículo cada 31,0 habitantes). 
La industria de autopartes surgió durante la década de 1930. La producción de neumáticos estaba dominada por marcas extranjeras como Goodyear, Pirelli, Firestone y Michelin. Las piezas de recambio del mercado de accesorios eran producidas generalmente por pequeños talleres que se convirtieron en la base de una industria de proveedores de propiedad local.
Hasta mediados de la década de 1950, prácticamente todos los vehículos automotores en Argentina se importaban como vehículos totalmente ensamblados o como kits para desmontar, lo que hacía que el consumo fuera vulnerable a las interrupciones. Entre 1925 y 1929, Argentina importó un promedio de 60.000 vehículos automotores por año, cifra que se redujo a menos de 10.000 anuales en 1932-33 debido a la Gran Depresión y a menos de 500 anuales entre 1943 y 1945 debido a la Segunda Guerra Mundial . Bajo el régimen de Perón, las importaciones aumentaron brevemente a 80.000 unidades en 1947, pero se limitaron a un promedio de sólo 9.000 unidades anuales entre 1949 y 1955 debido a las recurrentes crisis de la balanza de pagos .  Las estrictas cuotas de importación y las restricciones a la repatriación de beneficios hicieron que Ford cesara sus operaciones de ensamblaje en enero de 1948. 

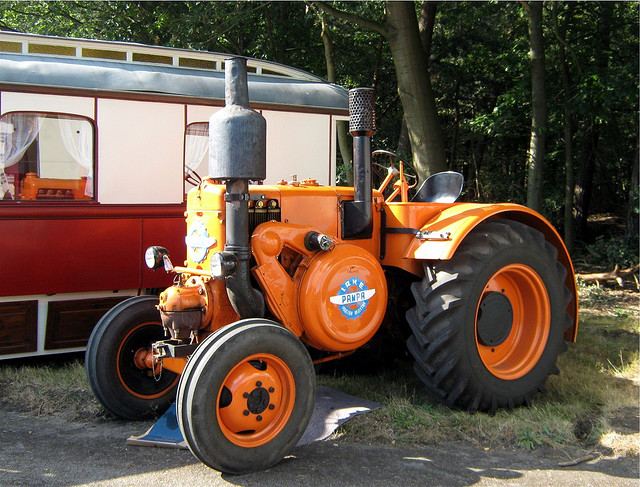
Tractor Pampa, producido por IAME desde 1952, la industrialización acelerada de este período permitió la tecnificación y modernización del campo argentino.

La producción nacional comenzó en 1952 cuando la división de camiones comerciales de Mercedes-Benz abrió una planta de fabricación de chasis en González Catán, en la provincia de Buenos Aires, que fue la primera planta de producción integrada de la compañía fuera de Alemania.  Una industria de vehículos de pasajeros a gran escala se estableció en 1955 cuando el régimen de Perón y el empresario estadounidense Henry J. Kaiser formaron una empresa conjunta entre la estatal Industrias Aeronáuticas y Mecánicas del Estado (IAME) y Kaiser-Frazer Automobile Co. Conocida como Industrias Kaiser Argentina (IKA), la empresa conjunta fue capitalizada por un aporte de equipos usados por parte de Kaiser, una inversión en efectivo por parte de IAME y una oferta de acciones locales. El primer Jeep fabricado en Argentina salió de la línea de montaje de la planta de IKA en Córdoba en abril de 1956. 

### Construyendo una industria moderna
Incluso con el establecimiento de IKA como campeón nacional, se produjeron menos de 30.000 vehículos en 1958. Bajo la política de desarrollismo del gobierno de Frondizi, se promovió el sector automotor, junto con el acero, los productos químicos, la maquinaria y los equipos para la inversión y el crecimiento. El Decreto 3693/59 fue promulgado en 1959 para estimular el aumento de la producción automotriz; comúnmente conocido como el Régimen de Promoción de la Industria Automotriz, el decreto prácticamente prohibió las importaciones de vehículos totalmente ensamblados mientras que otorgaba incentivos como la importación libre de impuestos de maquinaria y equipo para los fabricantes de automóviles dispuestos a invertir en la producción nacional y cumplir con aumentos progresivos en los requisitos de contenido local. 

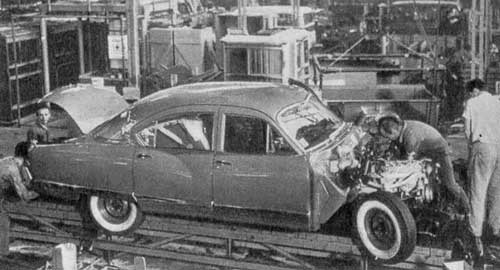
Ensamblaje del automotor Kaiser Carabela, ejemplo del auge de la industria automotriz durante la época de Frondizi.

Durante 1959, el gobierno de Fronidizi aprobó las solicitudes de más de 20 empresas extranjeras y nacionales para construir instalaciones de ensamblaje de automóviles y camiones.  Entre 1959 y 1964, más del 20% de la inversión extranjera privada total en Argentina se dirigió al sector automotriz.  El volumen de producción aumentó más del 30% anual, pasando de 33.000 unidades en 1959 a 195.000 unidades en 1965, convirtiendo a Argentina en el segundo mayor fabricante de vehículos automotores del mundo en desarrollo después de España. 
| País                                  | Total     | Coches  | Camiones y autobuses |
| ------------------------------------- | --------- | ------- | -------------------- |
| España                                | 212.500   | 142.300 | 70.200               |
| Argentina                             | 196.800   | 131.800 | 65.000               |
| Brasil                                | 180.800   | 101.500 | 79.300               |
| Sudáfrica                             | 176.200   | 129.000 | 47.200               |
| México                                | 126.700   | 88.700  | 38.000               |
| India                                 | 69.500    | 23.100  | 46.400               |
| Venezuela                             | 53.500    | 37.700  | 15.800               |
| Portugal                              | 37.000    | 30.000  | 7.000                |
| Todos los demás países en desarrollo* | 118.400   | 69.700  | 48.700               |
| Total                                 | 1.171.400 | 753.800 | 417.600              |

* Incluye Malasia, Tailandia, Pakistán, Taiwán, Birmania (Myanmar), Corea del Sur, Perú, Colombia, Costa Rica, República Árabe Unida (Egipto y Siria), Irán, Argelia, Marruecos, Turquía, Nigeria, Costa de Marfil (Côte d'Ivoire) y Madagascar. Excluye países comunistas.
Sin embargo, la gran cantidad de participantes en el mercado dio lugar a una producción ineficiente y a escala insuficiente. Un fabricante estadounidense estimó en 1967 que el costo de fábrica de los vehículos automotores producidos en Argentina era aproximadamente 2,5 veces el del modelo equivalente en los Estados Unidos, comparado con una relación de 1,7 en Brasil y 1,6 en México. Una razón clave para los altos costos de producción de Argentina fueron las graves deseconomías de escala: no sólo la producción por empresa era significativamente menor en Argentina en comparación con las economías desarrolladas, sino que la utilización de la capacidad era baja, variando del 70 al 80% en el pico del ciclo económico a sólo el 20-60%.  Además, la proliferación de modelos dio lugar a tiradas de producción cortas y a tiempos de inactividad considerables para cambios de equipos. Además, la mayoría de los fabricantes de automóviles utilizaban equipos manuales obsoletos para minimizar su compromiso financiero en un mercado de bajo volumen y alto riesgo; de hecho, a principios de la década de 1960, la mayor parte de la inversión extranjera directa en el sector fue en forma de maquinaria y equipos de segunda mano en lugar de efectivo. 
| Volúmenes de producción de vehículos en determinados países europeos y en desarrollo (1965) | Volúmenes de producción de vehículos en determinados países europeos y en desarrollo (1965) | Volúmenes de producción de vehículos en determinados países europeos y en desarrollo (1965) |
| País                                                                                        | Número de empresas contables para el 80-90% de la producción                                | Unidades promedio por empresa                                                               |
| ------------------------------------------------------------------------------------------- | ------------------------------------------------------------------------------------------- | ------------------------------------------------------------------------------------------- |
| Italia                                                                                      | 1                                                                                           | 988.000                                                                                     |
| Alemania Occidental                                                                         | 4                                                                                           | 649.000                                                                                     |
| Reino Unido                                                                                 | 4                                                                                           | 498.000                                                                                     |
| Francia                                                                                     | 4                                                                                           | 383.000                                                                                     |
| Japón                                                                                       | 8                                                                                           | 211.000                                                                                     |
| España                                                                                      | 3                                                                                           | 60.000                                                                                      |
| Brasil                                                                                      | 3                                                                                           | 54.000                                                                                      |
| Argentina                                                                                   | 6                                                                                           | 28.000                                                                                      |

Dado el intenso grado de competencia en el mercado argentino, la industria se consolidó bajo el control de las multinacionales globales a mediados y fines de la década de 1960. Los fabricantes de automóviles nacionales salieron de la recesión de 1962-63 en una condición financiera precaria y no pudieron competir en un mercado en el que los precios estaban cayendo en términos ajustados a la inflación y los fabricantes estaban flexibilizando las condiciones crediticias para concesionarios y consumidores. En 1965, Chrysler adquirió Industria Automotriz Santa Fe (IASF), que ensamblaba vehículos DKW bajo licencia. Peugeot adquirió su licenciataria argentina Industriales Argentinos Fabricantes de Automotores (IAFA) en 1966. En 1967, Renault adquirió el campeón nacional IKA, que se había fusionado con la división automotriz del conglomerado manufacturero local Siam di Tella dos años antes. 
El modelo de industrialización por sustitución de importaciones paradójicamente empeoró los problemas de balanza de pagos de Argentina. Las importaciones de partes y componentes bajo el Decreto 3693/59 alcanzaron los USD 130 millones en 1961, lo que motivó la aprobación del Decreto 6567/61 con nuevas restricciones al contenido importado. Sin embargo, aun cuando el contenido nacional excedía el 90% en valor a mediados de la década de 1960, persistieron importantes salidas de efectivo a medida que las subsidiarias de multinacionales extranjeras utilizaban la repatriación de ganancias, el pago de regalías, los precios de transferencia y el pago de intereses de préstamos entre empresas para devolver capital a sus empresas matrices. El Banco Central de Argentina estimó en 1965 que la industria automotriz imponía una carga cambiaria de USD 250 millones por año. 

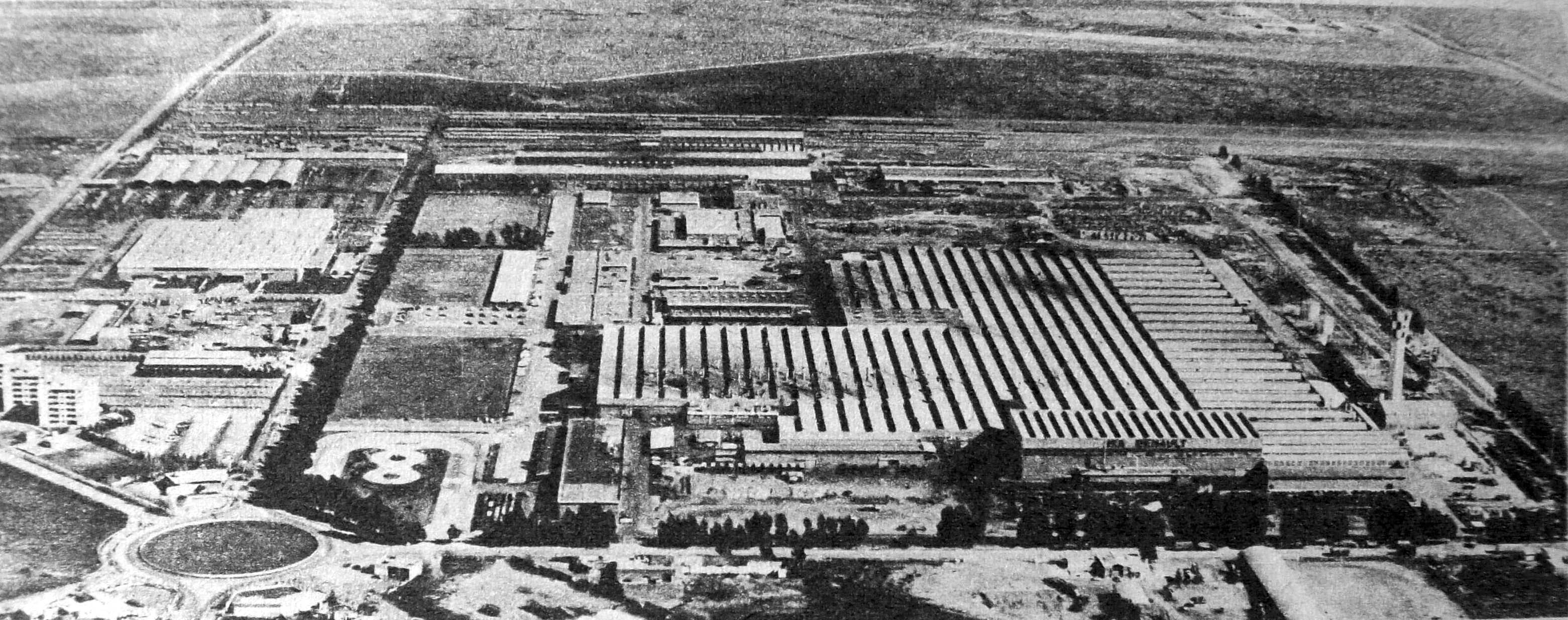
Industrias IKA Argentina (hacia 1970).

A partir de mediados de la década de 1960, el gobierno argentino promovió activamente las exportaciones de automóviles, particularmente dentro de la zona comercial de la Asociación Latinoamericana de Libre Comercio (ALALC). Argentina negoció acuerdos comerciales administrados con otros miembros de la ALALC que permiten la exportación libre de aranceles de vehículos terminados a cambio de importaciones de autopartes. Las exportaciones argentinas de vehículos automotores aumentaron de menos de 2.000 unidades en 1971 a 15.500 en 1974, un incremento que en ese momento se consideró como una entrada rápida y exitosa al mercado automotor mundial. 

### Operar en una sociedad en conflicto
La industria automotriz tuvo un papel destacado en los conflictos sociales y políticos de gran alcance de los años 1960 y 1970. Debido en parte a una estructura descentralizada que empoderó a los miembros de base, el sindicato de trabajadores automotrices Sindicato de Mecánicos y Afines del Transporte Automotor (SMATA) fue uno de los más militantes del país.  Los trabajadores automotrices participaron en conflictos laborales como el "Plan de Lucha" de 1964, mediante el cual 3,9 millones de trabajadores protestaron contra la proscripción del peronismo bajo la administración civil del presidente Illia (1963-66) ocupando más de 11.000 fábricas, incluida la planta Ford en General Pacheco.  Lo más famoso es que los miembros de SMATA en Córdoba iniciaron y lideraron las protestas del Cordobazo de 1969 que se extendieron en el país y resultaron en la caída del dictador Juan Carlos Onganía ; sin embargo, el régimen militar sobrevivió hasta 1973.
Dada su asociación con el capital extranjero, la industria automotriz fue blanco de los movimientos guerrilleros urbanos que surgieron a principios de la década de 1970, en particular el Ejército Revolucionario del Pueblo (ERP). El ERP fue responsable del secuestro y ejecución de alto perfil de Oberdan Sallustro, director general de la filial argentina de Fiat, en 1972. 
Se acusa a Ford y Mercedes-Benz de colaborar con la dictadura militar mediante secuestros de dirigentes sindicales y suministro de vehículos a escuadrones de la muerte militares. 
En 2018, dos exejecutivos de Ford Argentina fueron condenados por participar en violaciones de derechos humanos durante la dictadura de 1976.

### Sobrevivir a la crisis económica
El período 1975-1990, incluyó la liberalización comercial bajo la administración militar en la década de 1970 y los primeros acuerdos bilaterales entre Brasil y Argentina en la década de 1980.
Varios fabricantes de automóviles abandonaron el país durante este período. General Motors cesó sus operaciones en 1978, liquidando su filial argentina y despidiendo a 4.000 empleados.  Citroën y Chrysler se retiraron en 1979. Volkswagen adquirió Chrysler Fevre.
Los fabricantes nacionales se volvieron más activos en la industria durante este período, adquiriendo filiales locales o asegurando licencias de producción. Industrias Eduardo Sal-Lari (IES) fue fundada por un ingeniero argentino del mismo nombre y obtuvo en 1983 una licencia para ensamblar el automóvil 3CV de Citroën. 
El empresario Franco Macri, padre del expresidente Mauricio Macri, adquirió una participación mayoritaria en Sevel en 1982 y produjo bajo licencia modelos Fiat, Peugeot y Chevrolet. 

### Expansión renovada e integración regional
El fuerte crecimiento económico y el fin de la hiperinflación bajo el Plan de Convertibilidad llevaron a una renovada expansión de la industria automotriz argentina a principios de la década de 1990. Si bien Argentina ha enfrentado crisis económicas recurrentes durante los últimos 30 años, el sector automotriz ha experimentado crecimiento, inversión y niveles récord de producción y exportaciones durante este período.
La producción tocó fondo en 1990, con 99.600 unidades, el nivel más bajo desde 1960. Sólo tres años después, la producción alcanzó un nuevo récord de 342.000 unidades, superando el pico anterior de 1973 en más del 15%, y luego se disparó a 408.000 unidades en 1994. La producción cayó un 30% durante la crisis del tequila de 1995, pero se recuperó rápidamente y alcanzó nuevos récords en 1997 y 1998, con aproximadamente 450.000 unidades anuales durante ambos años.  Las multinacionales globales volvieron a participar del fenomenal crecimiento de la industria automotriz argentina. General Motors regresó en 1993 mediante una empresa conjunta con Cidea e invirtiendo 100 millones de dólares para reiniciar la producción.  Chrysler regresó con una nueva planta de ensamblaje en 1997  y Toyota abrió su planta de Zárate el mismo año.
La integración entre las industrias automotrices de Argentina y Brasil se ha profundizado desde la década de 1990 a través de una liberalización gradual y acuerdos comerciales gestionados. Un experto del sector observó que los sectores automotrices argentino y brasileño son "en realidad una sola industria repartida en dos países". 

## Fabricantes de automóviles en Argentina
Las filiales locales de fabricantes de vehículos estadounidenses, europeos y japoneses dominan la industria automotriz argentina. De la docena de multinacionales que operan en el país, ocho se centran en vehículos de pasajeros y las cuatro restantes en el segmento comercial. La industria opera principalmente en el Gran Buenos Aires y en la provincia de Córdoba .
Toyota Argentina SA es líder de la industria, posicionándose como la marca más vendida en Argentina desde 2021. La producción local se inició en 1997 en Zárate, provincia de Buenos Aires, con 800 empleados y una producción anual de 10.000 unidades, de las cuales la mitad se exportaban a Brasil.  Hoy en día, la planta de Zárate cuenta con 6.000 empleados y produce 180.000 unidades de la camioneta Hilux y del todoterreno SW4 al año. El ochenta por ciento de la producción local de Toyota se exporta a 22 países de América Latina y el Caribe.  En febrero de 2024, Toyota anunció una inversión de 50 millones de dólares para comenzar a ensamblar la furgoneta Hiace utilizando kits importados de Japón. 
Ford Motor Argentina es el fabricante de automóviles en funcionamiento más antiguo del país, con una historia que se remonta a más de un siglo. La planta de Estampado y Ensamblaje Pacheco de la empresa en General Pacheco, provincia de Buenos Aires, ha sido la única planta de Ford en Sudamérica desde 2021, cuando la empresa cesó sus operaciones de fabricación en Brasil.  La planta de Pacheco cuenta con 3.800 empleados y se dedica exclusivamente al ensamblaje de camionetas Ford Ranger .  Más del 70% de la producción se exporta.  En junio de 2024, Ford también comenzó a exportar motores Ford Ranger desde Pacheco.  En diciembre de 2024, Ford Argentina inauguró una nueva sede corporativa de 7.400 metros cuadrados cerca de Pacheco. 
General Motors de Argentina también se remonta a la década de 1920, aunque la empresa dejó de operar en el país entre 1978 y 1994. La planta actual de la empresa en Alvear, provincia de Santa Fe, fue inaugurada en 1997  y está dedicada exclusivamente al vehículo crossover subcompacto Chevy Tracker ;  el 80% de la producción se exporta a otros países de América del Sur.  GM suspendió el ensamblaje del automóvil compacto Chevy Cruze a fines de 2023; sin embargo, la compañía continúa produciendo piezas y sistemas de propulsión del Chevy Cruze para exportación. 
Mercedes-Benz Argentina se lanzó a principios de la década de 1950 con la primera planta de producción integrada de la empresa fuera de Alemania. Hoy en día, Mercedes-Benz emplea a 2.000 personas y opera una planta en Virrey del Pino, Partido de La Matanza en la provincia de Buenos Aires, centrada en la producción de furgonetas Sprinter .  La planta exporta el 70% de su producción,  incluidos vehículos ensamblados con volante a la derecha a Australia, Nueva Zelanda y Sudáfrica, y kits CKD (completamente desarmados) a América del Norte. 
Daimler Truck, fabricante de vehículos comerciales escindido del Grupo Mercedes-Benz en 2021, opera una planta en Virrey del Pino, Partido de La Matanza, que produce camionetas livianas Atego y Accelo, así como motores y cajas de cambios.  En 2024, la compañía anunció planes para construir una nueva planta de producción en Zárate que se inauguraría en el primer trimestre de 2026. 
La Alianza Renault-Nissan-Mitsubishi (RNM) opera en Argentina desde 1967, cuando Renault adquirió una participación mayoritaria en IKA, que anteriormente ensamblaba vehículos Renault bajo un acuerdo de licencia. La planta de RNM en Santa Isabel, provincia de Córdoba, cuenta con 1.980 empleados y produce anualmente 80.000 unidades de vehículos de pasajeros Renault (Kangoo 2, Sandero 2, Logan 2 y Alaskan)  y 20.000 unidades de la camioneta Nissan Frontier . El cincuenta por ciento de la producción de Nissan Frontier se exporta a otros países de América Latina, incluidos Brasil, Chile y Colombia.  En septiembre de 2024, Renault anunció una inversión de 350 millones de dólares y 850 nuevos empleos en su planta de Santa Isabel para ensamblar una nueva camioneta de media tonelada; entre el 65 y el 70 por ciento de la producción se exportará. 
Las operaciones locales de Stellantis Argentina SA comenzaron en 1954 cuando su predecesora Fiat Automobiles SpA comenzó a producir tractores en el país. Stellantis actualmente opera plantas de ensamblaje en El Palomar en la provincia de Buenos Aires y Ferreyra en la provincia de Córdoba. Como parte de su planificación de inversión global, Stellantis anunció una inversión de USD $270 millones en El Palomar en abril de 2024  y otros USD $385 millones en Ferreyra en septiembre de 2024.  Stellantis también ha realizado inversiones estratégicas en Argentina para apoyar sus objetivos globales de cero emisiones netas, incluidos USD $155 millones para una participación del 14,2% en un proyecto de mina de cobre sustentable en Los Azules en febrero de 2023,  USD $90 millones para una participación del 19,9% en el productor de litio Argentina Litio y Energía en septiembre de 2023,  y USD $100 millones para una participación del 49,5% en 360 Energy Solar (uno de los principales productores de energía solar de Argentina) en abril de 2024. 
Volkswagen Argentina ingresó al país en 1980 cuando la matriz alemana adquirió la filial local de Chrysler (hoy parte de Stellantis ). Volkswagen Argentina emplea a 5.000 personas y opera plantas en Córdoba y en General Pacheco, en la provincia de Buenos Aires. La planta de Pacheco se centra en los vehículos Taos y Amarok y ensambló 76.900 unidades en 2023.  En Córdoba, Volkswagen produce cajas de cambios, motos Ducati, camiones y autobuses. La producción de camiones y autobuses comenzó en 2024 y reemplazarán unidades que actualmente se importan de Brasil. 
Honda Motor de Argentina SA es el participante más reciente en el país, habiendo iniciado la producción de motocicletas en 2006  y el ensamblaje de vehículos motorizados en 2009.  La planta de la compañía en Campana, en la provincia de Buenos Aires, ahora se centra exclusivamente en motocicletas después de que Honda finalizara la producción de automóviles en 2020.  La planta cuenta con 1.240 empleados y produce 150.000 motocicletas al año tanto para el mercado nacional como para la exportación a toda América Latina y África.  En agosto de 2024, Honda anunció una inversión de USD 15 millones en su planta de Campana para exportar piezas a Brasil. 
Scania AB opera la única planta de ensamblaje de automóviles en Argentina fuera de la región central . La planta de la empresa en Colombres, provincia de Tucumán, inaugurada en 1976,  se centra en piezas para camiones y autobuses y cuenta con 600 empleados y 200 contratistas.  La planta exporta el 100% de su producción, principalmente a Brasil. 
Iveco opera una planta de vehículos comerciales en Ferreyra que exporta el 10% de su producción a América Latina y Asia.   FPT Industrial, filial de Iveco, opera una planta de fabricación de motores y sistemas de propulsión en Córdoba que exporta el 80% de su producción anual. 

## Comercio exterior
Antes de 2019, la industria automotriz operaba con un déficit comercial significativo que promedió más de USD 6 mil millones por año entre 2016 y 2018. Sin embargo, la crisis económica que comenzó a fines de 2018 redujo las importaciones al tiempo que aumentó la cantidad de capacidad disponible para las exportaciones; como resultado, el déficit comercial anual del sector ha promediado solo USD 60 millones desde 2019.    
Brasil es el principal destino de las exportaciones, comprando más del 60% de las exportaciones de vehículos argentinos, y la mayor parte del resto se vende a Chile, Colombia, Perú y América Central. El comercio con Brasil se rige por el Acuerdo de Complementación Económica bilateral N.º 14 en el ámbito del Mercosur. Aunque el Tratado de Asunción de 1991, que estableció el bloque comercial del Mercosur, excluyó específicamente al sector automotriz, el Consejo del Mercado Común (la máxima autoridad decisoria del Mercosur) emitió la Decisión 29/94 en diciembre de 1994 solicitando un régimen automotriz común para el 1 de enero de 2000. 
En 2019, Brasil y Argentina renovaron su acuerdo bilateral de comercio automotriz con el objetivo de alcanzar el libre comercio para 2029. Mientras tanto, Brasil puede aumentar sus exportaciones a Argentina bajo el llamado acuerdo flex que limita a Brasil a vender 1,50 dólares a Argentina por cada 1,00 dólar que le compra; esta relación aumentará a 3,00 dólares en julio de 2028. 
Los dos gobiernos firmaron un acuerdo en agosto de 2022 para reducir las barreras no arancelarias mediante el reconocimiento de las certificaciones técnicas de seguridad vehicular emitidas por el otro país, lo que, según las autoridades, resultaría en un aumento de USD 13 mil millones en el comercio automotriz bilateral para 2040. 

### Productividad
Al igual que gran parte del sector manufacturero de Argentina, la industria automotriz argentina sufre de baja productividad según los estándares mundiales. Se estimó que la productividad laboral durante el período 2010-2018 para la producción de vehículos automotores en Argentina fue entre un 10% y un 15% menor que en Brasil y la India, un 55% menor que en México y un 65% menor que en Tailandia. 
Los desafíos de productividad en la industria automotriz argentina se deben en parte a las limitadas economías de escala. Los expertos creen que una planta de ensamblaje de automóviles requiere un volumen de producción anual de al menos 100.000 a 300.000 unidades para lograr eficiencias de escala.  En Argentina, sólo la planta de ensamblaje de Toyota en Zárate, que produjo más de 180.000 vehículos en 2023, tiene la escala suficiente para ser competitiva a nivel global. En cambio, las filiales locales de General Motors, Ford, Volkswagen, Stellantis y Renault-Nissan-Mitsubishi produjeron un promedio de sólo 60.000 unidades por planta de ensamblaje en 2023. 
Sin embargo, la escala no es el único factor que explica la baja productividad de Argentina. Toyota ha revelado que los indicadores clave de desempeño como la disponibilidad operativa, el ausentismo laboral y los defectos por vehículo en sus instalaciones de Zárate quedaron significativamente por debajo de los puntos de referencia de la compañía entre 2006 y 2010.  La empresa declaró públicamente en 2021 que la escasez de mano de obra calificada era un obstáculo para sus planes de expansión en el país y explicó que muchos de sus candidatos no habían completado su educación secundaria y en algunos casos carecían de habilidades básicas de alfabetización. 

### Innovación
Hasta septiembre de 2024, ningún fabricante de automóviles mundial ha revelado que opera una operación de I+D en Argentina. En cambio, Brasil es el centro sudamericano de desarrollo, diseño e ingeniería de productos para varias empresas, entre ellas Ford,  Nissan,  y General Motors. 

### Sostenibilidad
A pesar de poseer grandes reservas de litio y cobre, Argentina es un actor marginal en la producción de vehículos eléctricos e híbridos. Las exportaciones automotrices argentinas se centran en los todoterrenos y camionetas, que han perdido participación frente a los vehículos fabricados en China en el importante mercado brasileño a medida que los consumidores allí se cambian a vehículos eléctricos (VE) de bajo costo. Como resultado, durante los primeros ocho meses de 2024, la proporción de las importaciones automotrices brasileñas con origen en Argentina disminuyó al 46% del total frente al 65% del mismo período de 2023. Mientras tanto, la participación de las importaciones brasileñas procedentes de China aumentó del 8% al 26% del total durante el mismo período, y la mayor parte de este aumento correspondió a vehículos eléctricos. 
Hasta la fecha, la revolución de los vehículos eléctricos en Argentina ha sido liderada por pequeños emprendedores locales como CORADIR, que entregó 500 unidades de su modelo Tito durante 2023.  La producción nacional de autobuses eléctricos también se lanzó en agosto de 2024 cuando el operador de autobuses DOTA SA realizó un pedido de los primeros cinco autobuses MT17.0e de cero emisiones que serán ensamblados por los fabricantes locales Agrale y Todo Bus en asociación con el productor británico de sistemas de transmisión eléctrica Equipmake . 
Sin embargo, los fabricantes mundiales de vehículos eléctricos aún no han establecido operaciones a gran escala en Argentina. Un anuncio realizado por Chery en febrero de 2023 para invertir USD 400 millones en una planta de ensamblaje argentina  no ha sido seguido públicamente por la empresa y actualmente no se menciona en el sitio web de su filial argentina.  El embajador chino, Wang Wei, reavivó las esperanzas de una fábrica de vehículos eléctricos en octubre de 2024 al decir a los medios argentinos que “las compañías chinas de vehículos eléctricos considerarán activamente establecer fábricas aquí en Argentina”;  sin embargo, no se han hecho anuncios formales.
De manera similar, las expectativas locales (o quizás ilusiones) de que Tesla pudiera abrir una planta de ensamblaje en Argentina surgieron después de que el director ejecutivo Elon Musk publicara en X en mayo de 2024: "Recomiendo invertir en Argentina".  Musk repitió este sentimiento en septiembre de 2024 con una publicación en X que decía: "Mis empresas están buscando activamente formas de invertir y apoyar a Argentina".  A pesar de los informes de que el alcalde de Zárate, Marcelo Matzkin, ofreció incentivos fiscales a Tesla,  la compañía no ha anunciado ningún plan para construir una planta de fabricación en Argentina.
Mientras tanto, un plan del gobierno saliente de Fernández para lanzar la fabricación de celdas y baterías de litio por parte de UniLiB, una empresa conjunta entre el gigante petrolero estatal YPF y la Universidad Nacional de La Plata, fue suspendido por el presidente Javier Milei en medio de preocupaciones sobre la viabilidad económica del proyecto.  Como resultado, la participación de Argentina en la transición verde es principalmente como productor de materias primas, ejemplificado por las inversiones de Stellantis en activos de cobre y litio en el país.